# بحران سوگند
بحران سوگند (لهستانی: Kryzys przysięgowy) یک کشمکش سیاسی در طول جنگ جهانی اول میان ارتش امپراتوری آلمان و هنگ‌های لهستانی تحت امر یوزف پیلسودسکی است.
با آغاز جنگ جهانی اول، پیلسودسکی امیدوار بود تا بتواند با کمک قدرت‌های مرکز یکی از دولت‌های مسئول در تجزیه لهستان (روسیه) را شکست بدهد. اما با شکست روسیه در سال ۱۹۱۷ مشخص شد که قدرت‌های مرکز قصد ایجاد یک لهستان مستقل را ندارند. علی‌رغم اینکه فرمان ۵ نوامبر ۱۹۱۶ ایجاد پادشاهی لهستان را اعلام می‌نمود اما مشخص بود این دولت که جزوی از طرح اروپای میانه مورد نظر آلمان است چیزی بیش از یک دست‌نشانده نخواهد بود.
در این مقطع پیلسودسکی تصمیم گرفت تا به سراغ فرانسه و بریتانیا در تفاهم مثلث برود تا آن‌ها بتوانند او را در تشکیل کشور مستقل لهستان یاری نمایند. دستاویز لازم برای بریدن از اتحاد با دولت‌های مرکز در ژوئن ۱۹۱۷ به سراغ او آمد. در آن تاریخ آلمانی‌ها از هنگ‌های لهستانی خواستند تا پیمان وفاداری و اطاعت با امپراتور آلمان، ویلهلم دوم را ابراز کنند اما پیلسودسکی و به دنبال او بسیاری از سربازان از این عمل سر باز زدند. سربازانی که متعلق به نواحی در اشغال اتریش-مجارستان بودند (نزدیک به ۳۰۰۰ نفر) به اجبار و با تنزل درجه در واحدهای امپراتوری اتریش-مجارستان و ارتش سلطنتی لهستان ادغام شدند و سربازانی که متولد دیگر نواحی بودند به عنوان اسیر به اردوگاه‌های اسرا منتقل گشتند. ۷٬۵۰۰ نفر نیز به سپاه کمکی لهستان پیوستند. پیلسودسکی و رئیس ستادش سوسنکوفسکی در ۲۷ ژوئن دستگیر شده و به عنوان اسیر به دژ ماگدبورگ فرستاده شدند.